# Сартания, Ражден Семёнович
Ражден Семёнович Сартания (1906 год, Сенакский уезд, Кутаисская губерния, Российская империя — неизвестно, Грузинская ССР) — главный агроном отдела сельского хозяйства Цхакаевского района, Грузинская ССР. Герой Социалистического Труда (1951).

## Биография
Родился в 1906 году в крестьянской семье в одном из сельских населённых пунктов Сенакского уезда (сегодня — Сенакский муниципалитет). Окончил местную сельскую школу. В последующем получил высшее образование в сельскохозяйственном институте. Трудился в сельском хозяйстве Цхакаевского района.
С конца 1940-х годов — главный агроном Цхакаевского района (предшественник — Михаил Батломович Сабахтаришвили). Занимался развитием сельского хозяйства в Цхакаевском районе. В 1949 году сельскохозяйственные предприятия Цхакаевского района в целом перевыполнили план по чаеводству на 20,8 %. Указом Президиума Верховного Совета СССР от 19 апреля 1951 года удостоен звания Героя Социалистического Труда за «перевыполнение плана сбора урожая сортового чайного зелёного листа, цитрусовых плодов и винограда в 1949 году» с вручением ордена Ленина и золотой медали «Серп и Молот» (№ 5852).
Этим же указом званием Героя Социалистического Труда был награждён главный районный агроном Валериан Платонович Гугунава.
Дальнейшая судьба не известна. Дата смерти не установлена.